# Editorial de autopublicación
Una prensa de vanidad[cita requerida] (vanity press, por su terminología en inglés) o una editorial de vanidad, a veces también una editorial subvencionada, es una editorial a la que los autores pagan para que se publiquen sus libros. Mientras que los editores principales tienen como objetivo vender suficientes copias de un libro para cubrir sus propios costos y, por lo general, rechazan la mayoría de los libros que se les envían, una prensa de vanidad generalmente publicará cualquier libro por el cual un autor esté dispuesto a pagar sus honorarios. Los profesionales que trabajan en la industria editorial hacen una clara distinción entre la publicación vanidosa y la autoedición, que tiene una larga y distinguida historia.
Debido a que las prensas de vanidad generalmente no son selectivas, la publicación por una prensa de vanidad generalmente no se considera que confiere el mismo reconocimiento o prestigio que una publicación comercial. Las prensas de vanidad ofrecen más independencia para el autor que la industria editorial convencional; sin embargo, sus tarifas pueden ser más altas que las tarifas que normalmente se cobran por servicios de impresión similares y, a veces, se requieren contratos restrictivos.
Mientras que el mercado objetivo de un editor comercial es el público en general, el mercado objetivo de un editor de vanidad es el autor y un número muy pequeño de miembros interesados del público en general. En algunos casos, los autores de un libro que se publica por vanidad comprarán una cantidad sustancial de copias de su libro para poder regalarlo como herramienta de promoción.

## Diferencias entre la corriente principal y las autoeditoras
El término "prensa de vanidad" se considera peyorativo, lo que implica que un autor que utiliza dicho servicio está publicando por vanidad y que, de lo contrario, su trabajo no tendría éxito comercial. Una prensa de vanidad puede afirmar el control sobre los derechos del trabajo publicado y proporcionar servicios limitados o nulos de edición, arte de portada o marketing a cambio de su tarifa. Las prensas de vanidad pueden involucrarse en prácticas engañosas o servicios costosos con recursos limitados disponibles para el escritor. En los EE. UU., el Better Business Bureau puede citar estas prácticas como informes desfavorables de los consumidores.
En el modelo editorial tradicional, el editor asume el riesgo de los costes de publicación y producción, selecciona las obras a publicar, edita el texto del autor, se encarga de la comercialización y distribución, proporciona el ISBN y cumple con las formalidades de depósito legal y registro de derechos de autor. requerido. Dicho editor normalmente paga al autor una tarifa, llamada anticipo, por el derecho a publicar la obra del autor; y otros pagos, llamados regalías, basados en las ventas de la obra. Esto llevó a la máxima de James D. Macdonald: "El dinero siempre debe fluir hacia el autor" (a veces llamada Ley de Yog).
En una variante de la ley de Yog para la autoedición, el autor John Scalzi ha propuesto esta alternativa, para distinguir la autoedición de la publicación por vanidad, "Mientras que en el proceso de autoedición, el escritor controla el dinero y los derechos". La autopublicación se distingue de la publicación por vanidad en la que el escritor mantiene el control de los derechos de autor, así como del proceso editorial y de publicación, incluidos el marketing y la distribución.

## Modelo de negocio
Con la publicación de vanidad, los autores pagan para que se publiquen sus libros. Debido a que el autor paga para que se publique el libro, el libro no pasa por un proceso editorial o de aprobación como lo haría en un entorno tradicional donde el editor asume un riesgo financiero sobre la capacidad del autor para escribir con éxito. Se pueden ofrecer servicios de edición y formateo.
Los autoeditores asumen las funciones de un editor de sus propios libros. Algunos "autoeditores" escriben, editan, diseñan, maquetan, comercializan y promocionan sus libros ellos mismos, confiando en una imprenta solo para la impresión y encuadernación reales. Otros escriben el manuscrito ellos mismos, pero contratan a profesionales independientes para que brinden servicios de edición y producción.
Umberto Eco describe un modelo un poco más sofisticado de tocador en El péndulo de Foucault. La compañía que proporciona el escenario inicial para la novela opera una pequeña pero respetable editorial de artes y humanidades como fachada. No genera ganancias, pero trae un flujo constante de autores deficientes. Son cortésmente rechazados y luego remitidos a otra editorial en la misma oficina: la imprenta vanidosa que imprimirá cualquier cosa por dinero.
Algunas empresas utilizan tecnologías de impresión bajo demanda basadas en la impresión digital moderna. Estas empresas a menudo pueden ofrecer sus servicios con poco o ningún costo inicial para el autor, pero los defensores de los escritores aún las consideran prensas de vanidad. Las imprentas de vanidad ganan su dinero no de las ventas de libros a los lectores, como hacen otras editoriales, sino de las ventas y los servicios a los autores de los libros. El autor recibe el envío de sus libros y puede intentar revenderlos a través de cualquier canal disponible.

## Variaciones editoriales
Los escritores que consideran la autopublicación a menudo también consideran contratar directamente a una imprenta. Según el autoeditor y poeta Peter Finch, las prensas de vanidad cobran primas más altas y crean el riesgo de que un autor que ha publicado con una prensa de vanidad tenga más dificultades para trabajar con una editorial respetable en el futuro.
Algunas imprentas de vanidad que utilizan tecnología de impresión bajo demanda actúan como impresores y también como vendedores de servicios de apoyo para los autores interesados en la autoedición. Las empresas de renombre de este tipo suelen estar marcadas por términos de contrato claros, ausencia de tarifas excesivas, precios minoristas comparables a los de las imprentas comerciales, falta de presión para comprar servicios "adicionales", contratos que no reclaman derechos exclusivos sobre el trabajo que se publica (aunque sería difícil encontrar un editor legítimo dispuesto a publicar una edición de la competencia, lo que hace que la no exclusividad no tenga sentido),[cita requerida] e indicaciones honestas de qué servicios proporcionarán y no proporcionarán, y qué resultados puede esperar razonablemente el autor. Sin embargo, la distinción entre lo peor de estas firmas y las editoriales vanidosas es esencialmente trivial, aunque una fuente de gran confusión ya que las bajas tarifas han atraído a decenas de miles de autores que quieren evitar el estigma de la publicación vanidosa mientras hacen precisamente eso.[cita requerida]

## Publicaciones de vanidad en otros medios
El modelo de vanity press se ha extendido a otros medios. Algunas empresas producen videos, música y otros trabajos con menos potencial comercial percibido a cambio de una tarifa de los creadores de esos trabajos. En algunos casos, la empresa puede aportar contenido original a las obras (p. ej., proporcionando la letra de una melodía). Un ejemplo notable es ARK Music Factory, que produjo y lanzó el video viral «Friday» de Rebecca Black en 2011.
Estas variantes del tema de la vanity press siguen siendo mucho menos comunes que la vanity press tradicional basada en libros.
También existen revistas académicas de vanidad, a menudo llamadas revistas falsas, que se publicarán con poca o ninguna supervisión editorial (aunque pueden afirmar que están revisadas por pares). Por ejemplo, una de esas revistas falsas (International Journal of Advanced Computer Technology) aceptó para su publicación un artículo llamado Get me off Your Fucking Mailing List (o en español, Sácame de tu maldita lista de correo) que, además de un par de encabezados y referencias, consta de la oración "Sácame de tu maldita lista de correo" repetido muchas veces.
Existe una pequeña industria editorial de vanidad en la fotografía, donde las revistas de fotografía de vanidad publicarán envíos de fotografías para fotógrafos aficionados. Estas revistas, como Lucy's, Jute y Pump, todas administradas por la editorial matriz Kavyar, a menudo aceptan envíos de fotografías de forma gratuita o por una tarifa mínima para que aparezcan en la portada de una revista. En comparación con la publicación de prensa de vanidad tradicional, donde a los escritores se les cobra una tarifa antes de la publicación, estas revistas de fotografía de vanidad generan tarifas de suscripción de fotógrafos para recibir copias impresas o acceder a copias en línea de las revistas después de que se publican sus fotos. De hecho, muchas revistas de fotografía de vanidad carecen de circulación física y, en cambio, generan la mayor parte de sus ingresos a través de las tarifas de presentación o vendiendo copias impresas a los fotógrafos que las envían.

## Historia
En el siglo XIX y principios del XX era común que los autores, si podían permitírselo, pagaran los costos de publicación de sus libros. Dichos escritores podrían esperar un mayor control de su trabajo, mayores ganancias o ambas cosas. Entre tales autores se encontraba Lewis Carroll, quien pagó los gastos de publicación de Alicia en el país de las maravillas y la mayor parte de su obra posterior. Mark Twain, E. Lynn Harris, Zane Gray, Upton Sinclair, Carl Sandburg, Edgar Rice Burroughs, George Bernard Shaw, Edgar Allan Poe, Rudyard Kipling, Henry David Thoreau, Walt Whitman y Anaïs Nin también autoeditaron algunos o todos sus obras. No todos estos autores tuvieron éxito en sus empresas; El negocio editorial de Mark Twain, por ejemplo, quebró.
El término prensa de vanidad apareció en las principales publicaciones estadounidenses ya en 1941.  Ese fue el año en que CM Flumiani fue sentenciado a 18 meses en una prisión de EE. UU. por fraude postal, derivado de su plan que prometía promoción de libros (una línea en un catálogo), edición experta (aceptaban todos los libros) y actuar como agente trayendo libros a sus propias editoriales.
En 1956, las tres imprentas "vanity" más importantes de Estados Unidos (Vantage Press, Exposition Press y Pageant Press) publicaban cada una más de 100 títulos al año.
Ernest Vincent Wright, autor de la novela Gadsby de 1939, escrita íntegramente en lipograma, no pudo encontrar un editor para su trabajo y finalmente decidió publicarlo a través de una prensa de vanidad.

## Ejemplos
- Instituto Biográfico Americano
- Austin Macauley Publishers (anteriormente Austin & Macauley)[17]
- Dorrance Publishing[18]
- Famous Poets Society[19]
- iUniverso[18][20]
- Poetry.com, La Biblioteca Internacional de Poesía[21]
- Tate Publishing & Enterprises (hay al menos tres empresas llamadas Tate Publishing; las otras incluyen una editorial de arte de renombre y una editorial de libros de software desaparecida)
- Vantage Press[18][22]
- Xlibris[18][22]